# Diana Falangola
Diana Falangola (Napoli, 1555 – ...) è stata una nobildonna italiana, concubina di Giovanni d'Austria.

## Biografia
Nacque da Antonio Falangola e da Lucrezia Brancia, esponenti di una nobile famiglia sorrentina. Sposò Vittorio Strambone, nobile napoletano del sedile di Porto, ed ebbe una relazione con Giovanni d'Austria, conosciuto al ritorno di costui dalla battaglia di Lepanto, il quale fu disposto a cedere il governatorato di Pozzuoli ad Antonio Falangola pur di dedicarsi a sua figlia. Dall'unione illegittima dei due nacque una figlia di nome Giovanna, che fu mandata nel Monastero di Santa Chiara subito dopo la morte del padre e poi data in sposa al principe di Butera Branciforte. Il viceré Antoine Perennot de Granvelle, avendo saputo della tresca amorosa tra i due, si prodigò affinché Diana Falangola venisse accolta in convento. Le trattative non furono semplici, in quanto sia le suore che l'arcivescovo di Napoli Mario Carafa non tolleravano la presenza in convento di una donna ritenuta peccaminosa, tuttavia il 20 febbraio 1573 ella venne accolta nel complesso di San Gregorio Armeno.
Rimasta vedova nel 1577, chiese aiuto al cardinal de Granvelle, il quale senza successo si appellò a Papa Gregorio XIII tramite l'arcivescovo Carafa per sistemare la donna in un convento, dopo aver incassato il rifiuto di Margherita d'Austria, sorella di Giovanni.